# Chlorid praseodymitý
Chlorid praseodymitý je anorganická sloučenina s chemickým vzorcem PrCl3.

## Příprava
Chlorid praseodymitý lze připravit reakcí kovového praseodymu s chlorovodíkem:
2 Pr + 6 HCl → 2 PrCl3 + 3 H2
Obvykle se čistí vakuovou sublimací.
Hydratovaný chlorid praseodymitý lze připravit reakcí kovového praseodymu nebo uhličitanu praseodymitého s kyselinou chlorovodíkovou:
Pr2(CO3)3 + 6 HCl + 15 H2O → 2 [Pr(H2O)9]Cl3 + 3 CO2
Heptahydrát chloridu praseodymitého je hygroskopická látka, která nekrystalizuje z matečného roztoku, pokud není v exsikátoru. Bezvodý chlorid praseodymitý lze připravit termální dehydratací hydrátu při teplotě 400 °C v přítomnosti chloridu amnonného. Alternativně je možné také využít chlorid thionylu.

## Vlastnosti

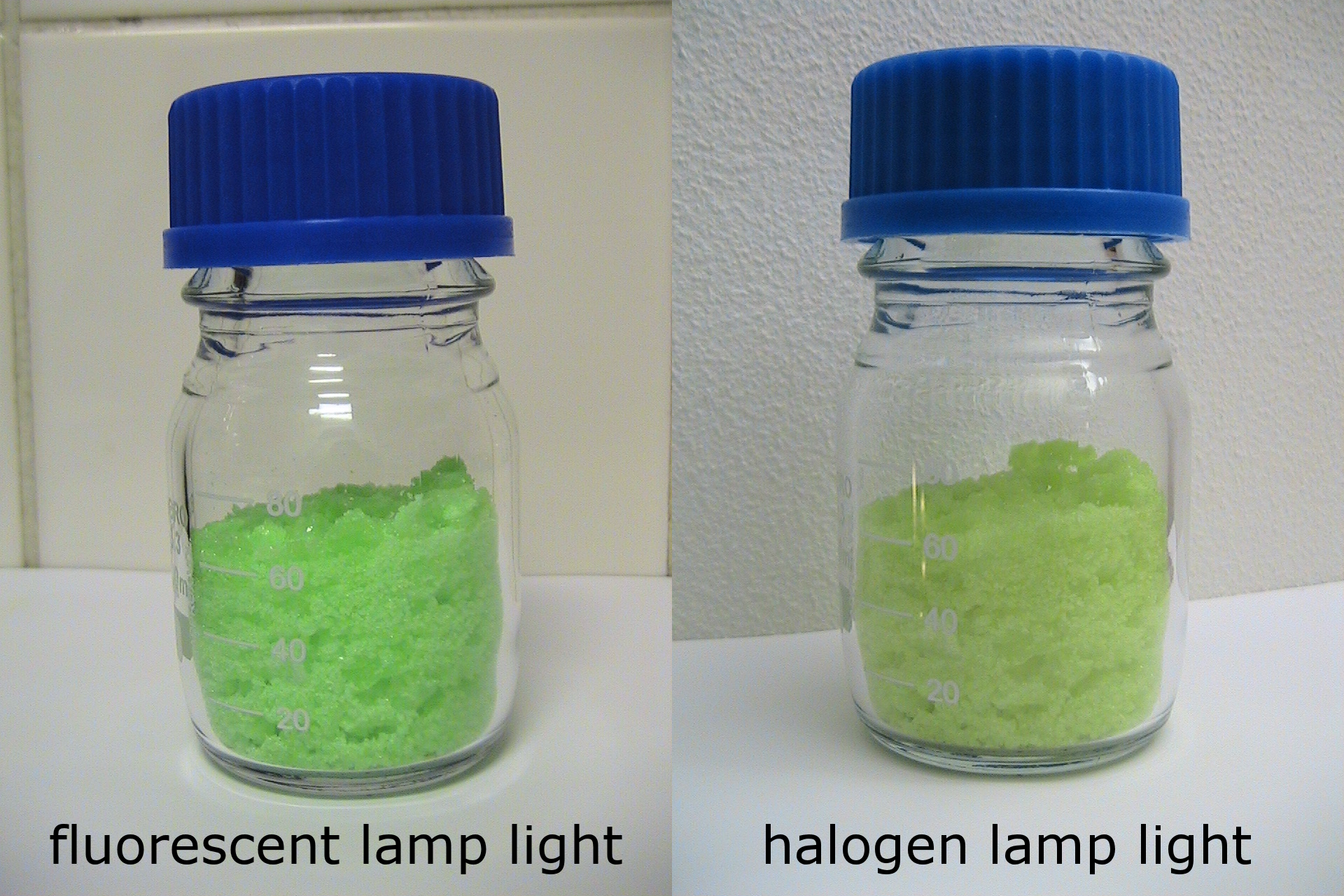
heptahydrát chloridu praseodymitého pod různým světlem

Stejně jako jiné lanthanité chloridy se chlorid praseodymitý vyskytuje jak v hydratované formě, tak jako bezvodý. Bezvodý chlorid praseodymitý je modrozelený, ale snadno absorbuje vodu při styku s vlhkým vzduchem za vzniku světle zeleného heptahydrátu. Bezvodý chlorid praseodymitý krystalyzuje v hexagonální krystalové soustavě s prostorovou grupou P63/m (číslo 176) a heptahydrát krystalizuje v triklinické soustavě s postorovou grupou P1 (číslo 1).
Chlorid praseodymitý je tvrdá Lewisova kyselina podle teorie HSAB. Při prudkém zahřátí hydrátu může trochu probíhat hydrolýza. Chlorid praseodymitý tvoří reakcí s chloridem draselným Lewisův komplex K2PrCl5, který má zajímavé optické a magnetické vlastnosti.

## Reaktivita
Vodné roztoky chloridu praseodymitého lze využít k přípravě nerozpustných praseodymitých sloučenin. Například fosforečnan praseodymitý a fluorid praseodymitý lze připravit reakcí chloridu praseodymitého s fosforečnanem draselným a fluoridem sodným:
PrCl3 + K3PO4 → PrPO4 + 3 KCl
PrCl3 + 3 NaF → PrF3 + 3 NaCl
2 PrCl3 + 3 Na2CO3 → Pr2CO3 + 6 NaCl
Při zahřátí s chloridy alkalických kovů vznikají tříprvkové sloučeniny s chemickými vzorci MPr2Cl7, M3PrCl6, M2PrCl5 a M3Pr2Cl9, kde M = K, Rb, Cs.